# Thomas Foket
Thomas Foket (prononcé en néerlandais : [ˈtoː.mɑs fɔkɛt]), né le 25 septembre 1994 à Bruxelles en Belgique, est un footballeur international belge qui joue au poste de défenseur au RSC Anderlecht.

## Biographie

### En club

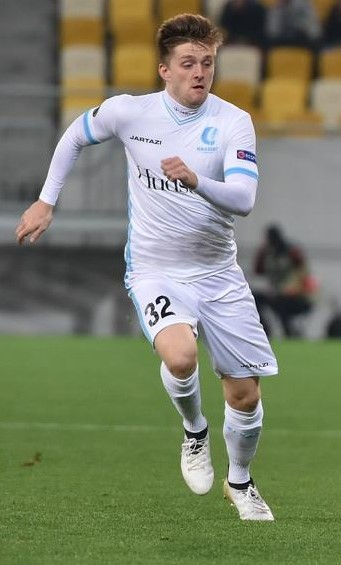
Thomas Foket avec La Gantoise en 2016.

Foket commence sa carrière en jouant pour Dilbeek Sport. A 16 ans, il est déjà approché par plusieurs grands clubs de première division dont le RSC Anderlecht, La Gantoise et le Club Bruges KV. Il jette son dévolu sur La Gantoise, club avec lequel il signe en juillet 2012. En 2012, il apparaît pour la première fois sous le maillot de La Gantoise en Ligue Europa. Il monte à la septante-neuvième minute et remplace Mohamed Messoudi lors de la rencontre contre le FC Differdange 03. 
Durant la saison 2013-2014, il est prêté au KV Oostende. Il passe la majorité de sa saison sur le banc, avant d'être titularisé à la fin de saison. Il jouera 26 matches sous le maillot du KV Oostende. Le 30 juin 2014, il retourne au La Gantoise. 
Foket prolonge son contrat avec le La Gantoise en juillet 2017 et restera sous contrat avec le club jusqu'en juin 2019. 
En juillet 2017, le transfert de Thomas Foket à l'Atalanta Bergame échoue en raison d'une arythmie cardiaque, décelée lors de la visite médicale. Il subit une intervention chirurgicale et est tenu éloigné des terrains pendant une période de six mois.
À l'issue de la saison 2017-2018, il est recruté par le Stade de Reims où il s'engage pour cinq saisons.
Lors du mercato estival 2024, il revient en Belgique et signe pour trois ans en faveur du RSC Anderlecht, club dont il est supporteur depuis son plus jeune âge.

### En sélections nationales
À 18 ans, il réalise ses débuts avec les moins de 18 ans. La même année, il commence à jouer avec les moins de 19 ans. Par la suite, il rejoint les espoirs. 
En novembre 2016, il est appelé pour la première fois en équipe nationale et joue son premier match contre les Pays-Bas.
En 2018, il est repéré par Roberto Martinez en marge de la Coupe du monde 2018. Cependant, il n'est, pour finir, pas repris dans la liste des 23 joueurs belges sélectionnés.

## Statistiques

### En club
| Saison                | Club                  | Championnat           | Championnat | Championnat | Championnat | Coupe nationale | Coupe nationale | Coupe nationale | Coupe de la Ligue | Coupe de la Ligue | Coupe de la Ligue | Supercoupe | Supercoupe | Supercoupe | Compétition(s) continentale(s) | Compétition(s) continentale(s) | Compétition(s) continentale(s) | Compétition(s) continentale(s) | Autres compétitions | Autres compétitions | Autres compétitions | Autres compétitions | Total | Total | Total |
| Saison                | Club                  | Division              | M.          | B.          | P.d.        | M.              | B.              | P.d.            | M.                | B.                | P.d.              | M.         | B.         | P.d.       | Comp.                          | M.                             | B.                             | P.d.                           | Comp.               | M.                  | B.                  | P.d.                | M.    | B.    | P.d.  |
| 2010-2011             | Dilbeek Sport         | Promotion B (D4)      | 26          | 2           | 0           | -               | -               | -               | -                 | -                 | -                 | -          | -          | -          | -                              | -                              | -                              | -                              | -                   | -                   | -                   | -                   | 26    | 2     | 0     |
| 2011-2012             | Dilbeek Sport         | Promotion B (D4)      | 29          | 6           | 0           | 2               | 0               | 0               | -                 | -                 | -                 | -          | -          | -          | -                              | -                              | -                              | -                              | -                   | -                   | -                   | -                   | 31    | 6     | 0     |
| Sous-total            | Sous-total            | Sous-total            | 55          | 8           | 0           | 2               | 0               | 0               | -                 | -                 | -                 | -          | -          | -          | -                              | -                              | -                              | -                              | -                   | -                   | -                   | -                   | 57    | 8     | 0     |
| 2013-2014             | KV Ostende (prêt)     | Division 1            | 18          | 0           | 0           | 3               | 1               | 0               | -                 | -                 | -                 | -          | -          | -          | -                              | -                              | -                              | -                              | PO2+BE              | 8                   | 0                   | 3                   | 29    | 1     | 3     |
| 2012-2013             | KAA La Gantoise       | Division 1            | 6           | 0           | 0           | -               | -               | -               | -                 | -                 | -                 | -          | -          | -          | C3                             | 1                              | 0                              | 0                              | PO2+BE              | -                   | -                   | -                   | 7     | 0     | 0     |
| 2014-2015             | KAA La Gantoise       | Division 1            | 30          | 2           | 3           | 5               | 0               | 0               | -                 | -                 | -                 | -          | -          | -          | -                              | -                              | -                              | -                              | PO1                 | 8                   | 0                   | 0                   | 43    | 2     | 3     |
| 2015-2016             | KAA La Gantoise       | Division 1            | 29          | 0           | 5           | 5               | 0               | 0               | -                 | -                 | -                 | 1          | 0          | 0          | C1                             | 7                              | 1                              | 0                              | PO1                 | 10                  | 0                   | 0                   | 52    | 1     | 5     |
| 2016-2017             | KAA La Gantoise       | Division 1A           | 28          | 0           | 1           | 3               | 0               | 0               | -                 | -                 | -                 | -          | -          | -          | C3                             | 13                             | 0                              | 2                              | PO1                 | 7                   | 0                   | 1                   | 51    | 0     | 4     |
| 2017-2018             | KAA La Gantoise       | Division 1A           | 16          | 0           | 1           | 1               | 0               | 0               | -                 | -                 | -                 | -          | -          | -          | C3                             | -                              | -                              | -                              | PO1                 | 8                   | 0                   | 0                   | 25    | 0     | 1     |
| 2018-2019             | KAA La Gantoise       | Division 1A           | 5           | 0           | 1           | -               | -               | -               | -                 | -                 | -                 | -          | -          | -          | C3                             | 4                              | 0                              | 0                              | PO1                 | -                   | -                   | -                   | 9     | 0     | 1     |
| Sous-total            | Sous-total            | Sous-total            | 114         | 2           | 11          | 14              | 0               | 0               | -                 | -                 | -                 | 1          | 0          | 0          | -                              | 25                             | 1                              | 2                              | -                   | 33                  | 0                   | 1                   | 187   | 3     | 14    |
| 2018-2019             | Stade de Reims        | Ligue 1               | 32          | 0           | 0           | 2               | 0               | 0               | -                 | -                 | -                 | -          | -          | -          | -                              | -                              | -                              | -                              | -                   | -                   | -                   | -                   | 34    | 0     | 0     |
| 2019-2020             | Stade de Reims        | Ligue 1               | 27          | 0           | 1           | 1               | 0               | 0               | 4                 | 0                 | 0                 | -          | -          | -          | -                              | -                              | -                              | -                              | -                   | -                   | -                   | -                   | 32    | 0     | 1     |
| 2020-2021             | Stade de Reims        | Ligue 1               | 37          | 0           | 3           | 1               | 0               | 1               | -                 | -                 | -                 | -          | -          | -          | C3                             | 2                              | 0                              | 0                              | -                   | -                   | -                   | -                   | 40    | 0     | 4     |
| 2021-2022             | Stade de Reims        | Ligue 1               | 29          | 1           | 1           | -               | -               | -               | -                 | -                 | -                 | -          | -          | -          | -                              | -                              | -                              | -                              | -                   | -                   | -                   | -                   | 29    | 1     | 1     |
| 2022-2023             | Stade de Reims        | Ligue 1               | 24          | 0           | 1           | 2               | 0               | 0               | -                 | -                 | -                 | -          | -          | -          | -                              | -                              | -                              | -                              | -                   | -                   | -                   | -                   | 26    | 0     | 1     |
| 2023-2024             | Stade de Reims        | Ligue 1               | 27          | 0           | 1           | 1               | 0               | 0               | -                 | -                 | -                 | -          | -          | -          | -                              | -                              | -                              | -                              | -                   | -                   | -                   | -                   | 28    | 0     | 1     |
| Sous-total            | Sous-total            | Sous-total            | 176         | 1           | 7           | 7               | 0               | 1               | 4                 | 0                 | 0                 | -          | -          | -          | -                              | 2                              | 0                              | 0                              | -                   | -                   | -                   | -                   | 189   | 1     | 8     |
| 2024-2025             | RSC Anderlecht        | Division 1A           | 11          | 0           | 2           | 3               | 0               | 1               | -                 | -                 | -                 | -          | -          | -          | C3                             | 8                              | 0                              | 0                              | PO1                 | 1                   | 0                   | 0                   | 23    | 0     | 3     |
| Total sur la carrière | Total sur la carrière | Total sur la carrière | 374         | 11          | 20          | 29              | 1               | 2               | 4                 | 0                 | 0                 | 1          | 0          | 0          | -                              | 35                             | 1                              | 2                              | -                   | 42                  | 0                   | 4                   | 485   | 13    | 28    |

### En sélections nationales
| Saison                | Sélection             | Phases finales         | Phases finales | Phases finales | Phases finales | Éliminatoires CDM | Éliminatoires CDM | Éliminatoires CDM | Éliminatoires EURO | Éliminatoires EURO | Éliminatoires EURO | Ligue des Nations | Ligue des Nations | Ligue des Nations | Matchs amicaux | Matchs amicaux | Matchs amicaux | Total | Total | Total |
| Saison                | Sélection             | Compétition            | M              | B              | Pd             | M                 | B                 | Pd                | M                  | B                  | Pd                 | M                 | B                 | Pd                | M              | B              | Pd             | M     | B     | Pd    |
| --------------------- | --------------------- | ---------------------- | -------------- | -------------- | -------------- | ----------------- | ----------------- | ----------------- | ------------------ | ------------------ | ------------------ | ----------------- | ----------------- | ----------------- | -------------- | -------------- | -------------- | ----- | ----- | ----- |
| 2016-2017             | Belgique              | -                      | -              | -              | -              | 0                 | 0                 | 0                 | -                  | -                  | -                  | -                 | -                 | -                 | 2              | 0              | 0              | 2     | 0     | 0     |
| 2020-2021             | Belgique              | -                      | -              | -              | -              | 1                 | 0                 | 0                 | -                  | -                  | -                  | 1                 | 0                 | 1                 | 1              | 0              | 1              | 3     | 0     | 2     |
| 2021-2022             | Belgique              | Ligue des nations 2021 | 0              | 0              | 0              | 2                 | 1                 | 0                 | -                  | -                  | -                  | 1                 | 0                 | 0                 | 2              | 0              | 0              | 5     | 1     | 0     |
| Total sur la carrière | Total sur la carrière | Total sur la carrière  | 0              | 0              | 0              | 3                 | 1                 | 0                 | -                  | -                  | -                  | 2                 | 0                 | 1                 | 5              | 0              | 1              | 10    | 1     | 2     |

### Matchs internationaux
| Matchs internationaux de Thomas Foket | Matchs internationaux de Thomas Foket | Matchs internationaux de Thomas Foket | Matchs internationaux de Thomas Foket | Matchs internationaux de Thomas Foket | Matchs internationaux de Thomas Foket   | Matchs internationaux de Thomas Foket | Matchs internationaux de Thomas Foket                                          |
| #                                     | Date                                  | Lieu                                  | Adversaire                            | Résultat                              | Compétition                             | Club                                  | Notes                                                                          |
| ------------------------------------- | ------------------------------------- | ------------------------------------- | ------------------------------------- | ------------------------------------- | --------------------------------------- | ------------------------------------- | ------------------------------------------------------------------------------ |
| 1                                     | 9 novembre 2016                       | Amsterdam Arena, Amsterdam, Pays-Bas  | Pays-Bas                              | N 1 - 1                               | Match amical                            | KAA La Gantoise                       | Entre en jeu à la place de Thomas Meunier à la 46e minute de jeu.              |
| 2                                     | 28 mars 2017                          | Stade olympique Ficht, Sotchi, Russie | Russie                                | N 3 - 3                               | Match amical                            | KAA La Gantoise                       | Titulaire.                                                                     |
| 3                                     | 11 novembre 2020                      | Stade Den Dreef, Louvain, Belgique    | Suisse                                | V 2 - 1                               | Match amical                            | Stade de Reims                        | Entre en jeu à la place de Nacer Chadli à la 58e minute de jeu.                |
| 4                                     | 18 novembre 2020                      | Stade Den Dreef, Louvain, Belgique    | Danemark                              | V 4 - 2                               | Ligue des nations 2020-2021             | Stade de Reims                        | Entre en jeu à la place de Thorgan Hazard à la 77e minute de jeu.              |
| 5                                     | 27 mars 2021                          | Sinobo Stadium, Prague, Tchéquie      | Tchéquie                              | N 1 - 1                               | Éliminatoires de la Coupe du monde 2022 | Stade de Reims                        | Entre en jeu à la place de Nacer Chadli à la 56e minute de jeu.                |
| 6                                     | 2 septembre 2021                      | A. Le Coq Arena, Tallinn, Estonie     | Estonie                               | V 5 - 2                               | Éliminatoires de la Coupe du monde 2022 | Stade de Reims                        | Buteur, entre en jeu à la place de Alexis Saelemaekers à la 66e minute de jeu. |
| 7                                     | 8 septembre 2021                      | Ak Bars Arena, Kazan, Russie          | Biélorussie                           | V 1 - 0                               | Éliminatoires de la Coupe du monde 2022 | Stade de Reims                        | Entre en jeu à la place de Alexis Saelemaekers à la 84e minute de jeu.         |
| 8                                     | 26 mars 2022                          | Aviva Stadium, Dublin, Irlande        | République d'Irlande                  | N 2 - 2                               | Match amical                            | Stade de Reims                        | Entre en jeu à la place de Alexis Saelemaekers à la 46e minute de jeu.         |
| 9                                     | 29 mars 2022                          | Lotto Park, Bruxelles, Belgique       | Burkina Faso                          | V 3 - 0                               | Match amical                            | Stade de Reims                        | Titulaire.                                                                     |
| 10                                    | 14 juin 2022                          | Stade national, Varsovie, Pologne     | Pologne                               | V 1 - 0                               | Ligue des nations 2022-2023             | Stade de Reims                        | Entre en jeu à la place de Thorgan Hazard à la 62e minute de jeu.              |

### Buts internationaux
| Buts internationaux de Thomas Foket | Buts internationaux de Thomas Foket | Buts internationaux de Thomas Foket | Buts internationaux de Thomas Foket | Buts internationaux de Thomas Foket | Buts internationaux de Thomas Foket     | Buts internationaux de Thomas Foket | Buts internationaux de Thomas Foket | Buts internationaux de Thomas Foket | Buts internationaux de Thomas Foket |
| #                                   | Date                                | Lieu                                | Adversaire                          | Résultat                            | Compétition                             | Détail                              | Détail                              | Détail                              | Cape                                |
| ----------------------------------- | ----------------------------------- | ----------------------------------- | ----------------------------------- | ----------------------------------- | --------------------------------------- | ----------------------------------- | ----------------------------------- | ----------------------------------- | ----------------------------------- |
| 1                                   | 2 septembre 2021                    | A. Le Coq Arena, Tallinn, Estonie   | Estonie                             | V 5 - 2                             | Éliminatoires de la Coupe du monde 2022 | 76e                                 | du pied droit                       | 1-5                                 | 6e                                  |

## Palmarès

### En club
|  |  | KAA La Gantoise - Championnat de Belgique (1) : - Champion : 2015. - Supercoupe de Belgique (1) : - Vainqueur : 2015. |

### En sélections nationales
|  |  | Belgique - Ligue des nations : - Quatrième : 2021. |